# Bandera del Vilosell
La bandera oficial del Vilosell té la descripció següent:
Bandera apaïsada, de proporcions dos d'alt per tres de llarg, de color blau clar a la meitat superior i la meitat inferior dividida en dues faixes iguals, groga la superior i vermella la inferior.

## Història
Fou aprovada el 7 de febrer del 2003 pel ple de l'Ajuntament del Vilosell i publicada al DOGC núm. 4072 el 17 de febrer del 2004.